# Yaguachi Nuevo
Yaguachi Nuevo är en ort i Ecuador.   Den ligger i provinsen Guayas, i den sydvästra delen av landet, 240 km sydväst om huvudstaden Quito. Yaguachi Nuevo ligger 12 meter över havet och antalet invånare är 27 947.
Terrängen runt Yaguachi Nuevo är mycket platt. Runt Yaguachi Nuevo är det ganska tätbefolkat, med 80 invånare per kvadratkilometer. Närmaste större samhälle är Milagro, 11,9 km öster om Yaguachi Nuevo. Trakten runt Yaguachi Nuevo består till största delen av jordbruksmark.